# Constantin Zwenger

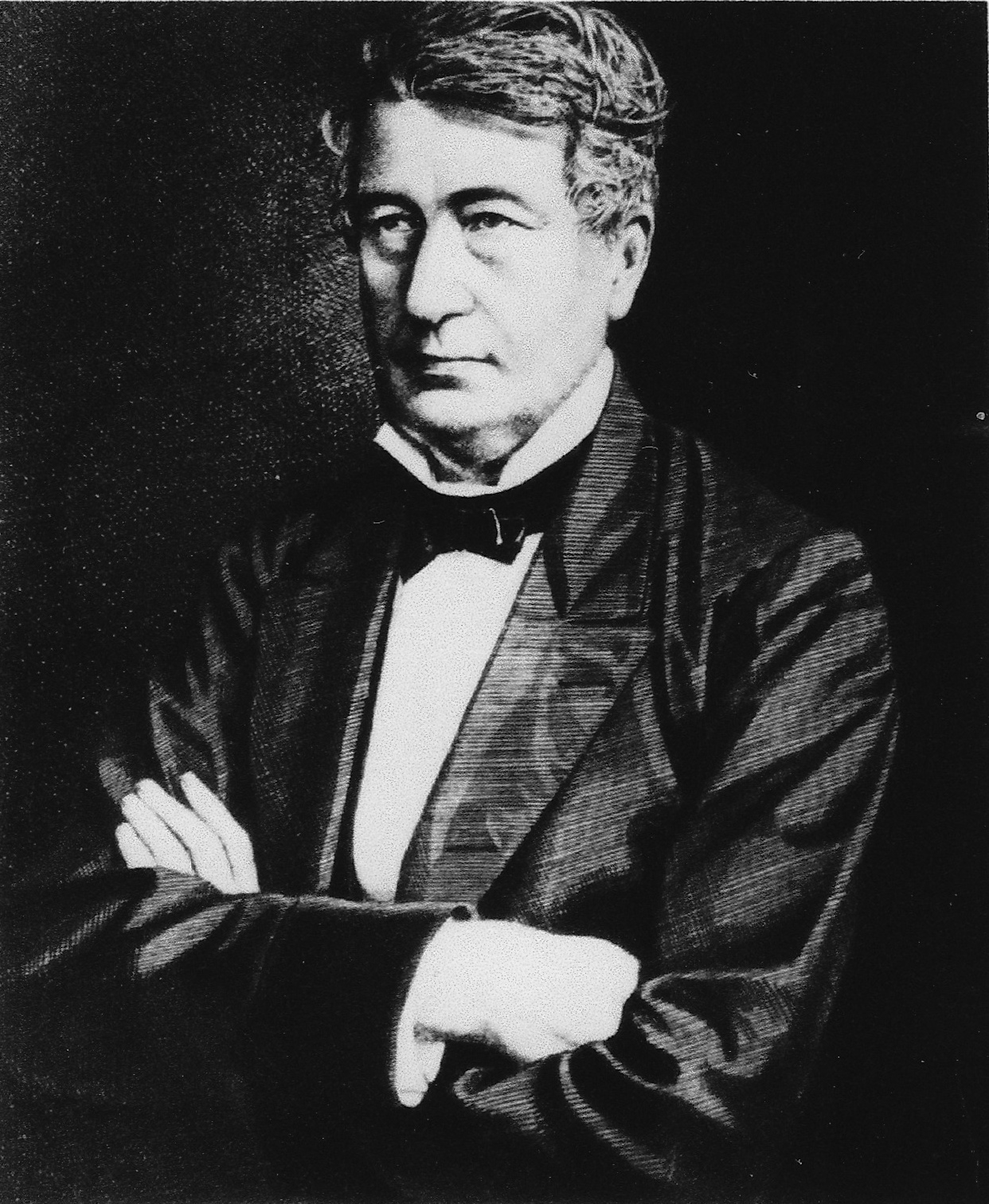
Constantin Zwenger (1814–1884).

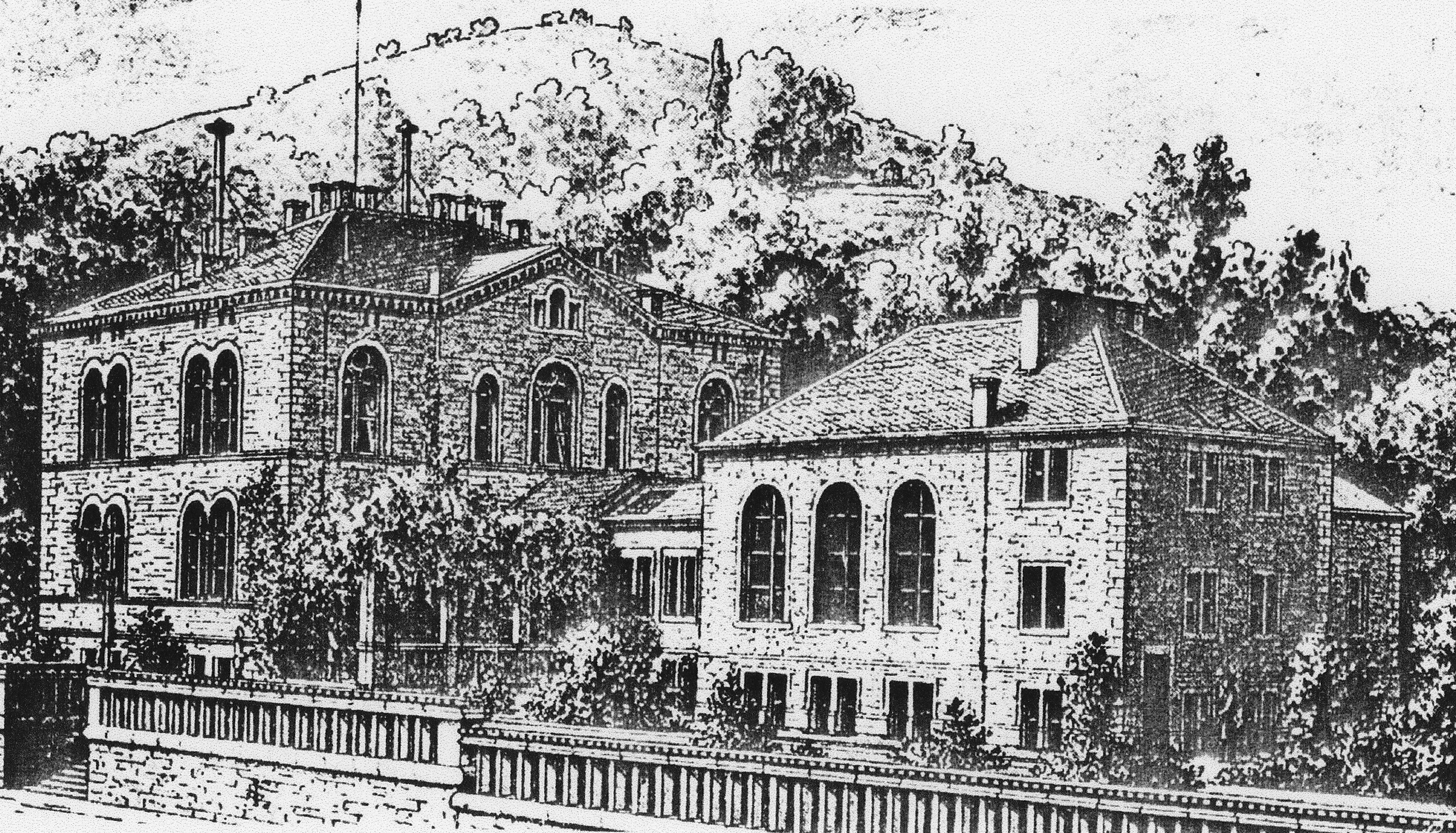
Das Zwengersche Institut für Chemische Pharmazie an der Philipps-Universität zu Marburg (1873).

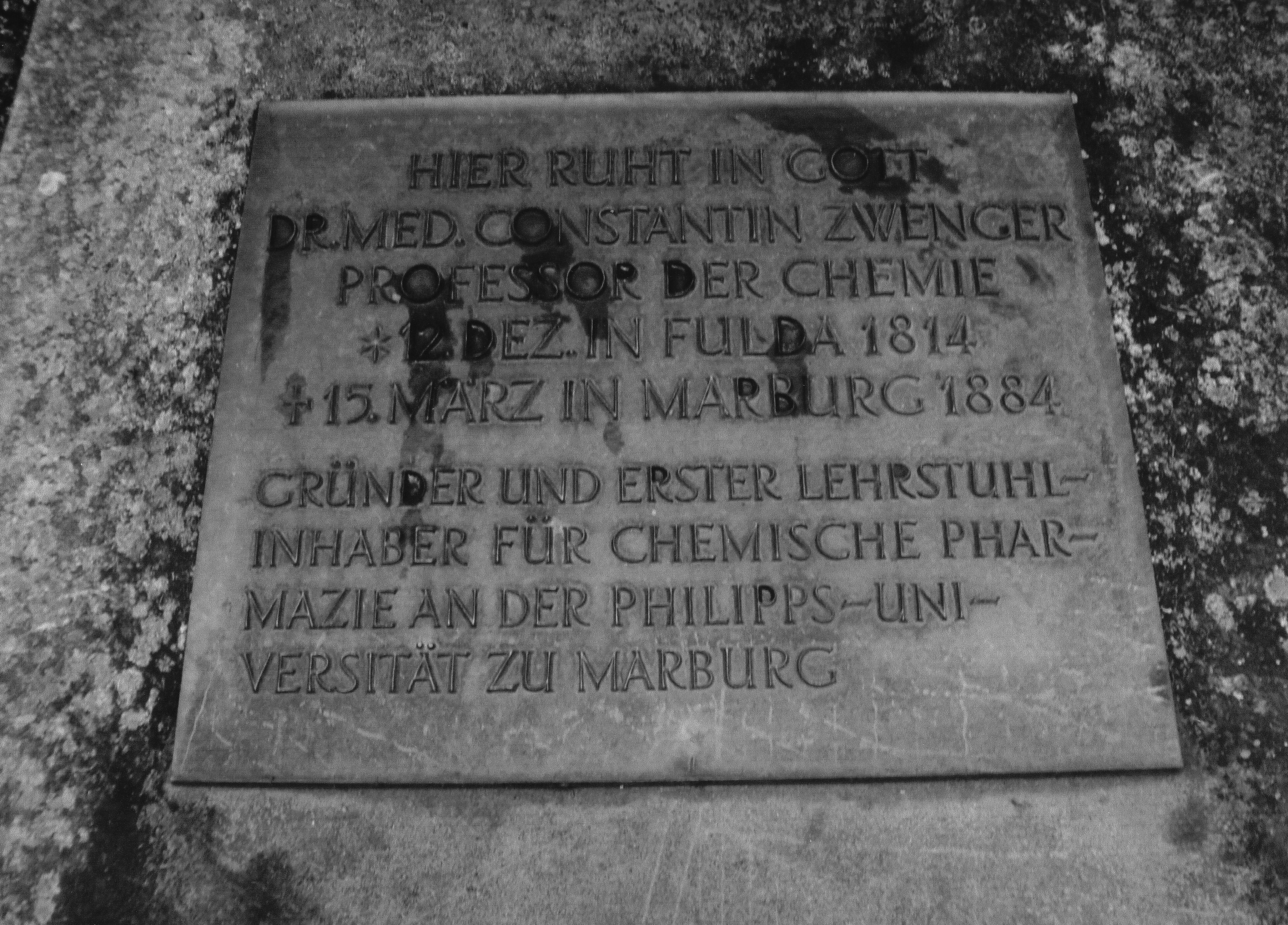
Grabstein auf dem Ehrengrab der Stadt Marburg/Lahn.

Constantin Zwenger, auch Konstantin oder Constantinus Zwenger (* 12. Dezember 1814 in Fulda; † 15. März 1884 in Marburg) war der Begründer des Fachs pharmazeutische Chemie.

## Leben
Zwenger studierte zunächst Medizin und ging anschließend für sehr kurze Zeit als Hilfsarzt zu seinem Vater, dem Medizinrat Johann Adam Damian Zwenger, der der leitende Arzt des Wilhelms-Hospitals zu Fulda war. Zwenger zog es sehr rasch wieder zurück an die Universität, um dort ohne das Wissen des Vaters das Studium der Chemie aufzunehmen. Zwengers Vater war Mediziner, sein Großvater Ignatz Zwenger Pharmazeut und dessen Bruder Franz Ignatz Zwenger ebenfalls Pharmazeut und Lehrstuhlinhaber an der Adolphs-Universität Fulda. Bereits als Kind hatte Constantin Zwenger viele Gespräche der drei vorgenannten im Elternhaus verfolgt, wo der Vater sich beklagte, dass ihm die Pharmazie keine ordentlichen, qualitativ und quantitativ sicheren Arzneimittel zur Verfügung stellen konnte. Hier wurde häufig auf die unzulängliche Therapie der Herzinsuffizienz verwiesen. Auf Grund der schlechten Einstellmöglichkeiten der Patienten waren diese häufig unter- oder überdosiert, so dass durch die Glykosidpeitsche es oft zur weiteren Schädigung des Herzens kam. Der Arzt beklagte, dass er dadurch viele Patienten verlor. 
Constantin Zwenger sah durch die Chemie Möglichkeiten, dieses Problem einer Lösung näher zu bringen. Ergo studierte er bei Justus v. Liebig an der Universität Gießen Chemie und anschließend Pharmazie. Hier lernte er Robert Bunsen kennen. Zwischen beiden kam es zu einer intensiven Freundschaft. Zwenger erzählte Bunsen von den Gesprächen in seinem Elternhaus – aber auch von den Schlüssen, die er daraus zog. Bunsen konnte das nachvollziehen und bot Zwenger an, zu ihm nach Marburg an den Lehrstuhl für Pharmazie zu wechseln. Nach dem Examen wechselte er tatsächlich zu Bunsen der inzwischen einen Ruf an die Universität Jena erhalten hatte. Bunsen schlug Zwenger dem Senat mit den Worten vor, dass er Zwenger als Wissenschaftler und Lehrer hoch schätze.
Nach seiner Promotion 1841 wurde er außerordentlicher Professor an der Medizinischen Fakultät und Leiter des Pharmazeutischen Instituts der Universität Marburg. Ab 1852 war er dort ordentlicher Professor der pharmazeutischen Chemie. 
Zwenger verwies bei jeder sich bietenden Gelegenheit wenn er gefragt wurde was er denn sei, Mediziner, Pharmazeut oder Chemiker, darauf, dass er Chemiker sei. Selbst auf dem Grabstein, der auf seinem Grab in Marburg erhalten ist, heißt es: Dr. med. Constantin Zwenger Professor der Chemie.
Zwenger veröffentlichte unter anderem Chemische Constitution des Cholesterins (1848).
Ein Bruder Zwengers war Ferdinand Zwenger, Gründer und Herausgeber der ersten politischen Tageszeitung („Fuldaer Anzeiger“) in Fulda.